# Nikola Pašić
Nikola Pašić (în sârbă chirilică: Никола Пашић, pronunție în sârbocroată [nǐkola pâʃit͡ɕ]; n. 6/18 decembrie 1845, Veliki Izvor⁠(d), Zaječar, Serbia – d. 10 decembrie 1926, Belgrad, Regatul Iugoslaviei) a fost un politician și diplomat sârb și iugoslav, care a fost cel mai important lider politic sârb timp de aproape 40 de ani și conducător al Partidului Radical al Poporului. El a îndeplinit mai multe funcții politice de prim rang, fiind de două ori primar al Belgradului (1890-1891 și 1897), de mai multe ori prim-ministru al Regatului Serbiei (1891-1892, 1904-1905, 1906-1908, 1909-1911, 1912-1918) și de trei ori prim-ministru al Regatului Iugoslaviei (1918, 1921-1924, 1924-1926).
Pašić a fost un lider politic important din Balcani, care, împreună cu omologii săi precum Eleftherios Venizelos din Grecia, a reușit să își consolideze micul stat național în formare împotriva puternicelor influențe străine, în special cele din Austro-Ungaria, Imperiul Otoman și Imperiul Rus.

## Primii ani
Nikola P. Pašić (Никола П. Пашић) s-a născut în Zaječar, în Principatul Serbiei. Potrivit etnologului sloven Niko Zupančič, strămoșii lui Pašić au migrat din regiunea Tetovo în secolul al XVI-lea și au fondat satul Zvezdan, lângă Zaječar. Pašić însuși a spus că strămoșii lui s-au stabilit din zona mănăstirii Lešok în Tetovo. Jovan Dučić a concluzionat că Pašić provenea din Izvor, lângă Zaječar, și că strămoșii lui Pašić din Tetovo s-au pierdut de mult timp; bulgarii au manevrat această informație, spunând că el provenea din Teteven, Bulgaria. Ljubomir Miletić a afirmat odată că tatăl sau bunicul lui Pašić s-au stabilit la Teteven, Bulgaria (afirmație respinsă astăzi), cu toate acestea, ambii s-au născut în Zaječar. Carlo Sforza a menționat că Pašić „a fost norocos într-un alt sens, el a aparținut comunității Shopi”.
Pašić a studiat la gimnaziul din Zaječar, dar ca urmare a faptului că gimnaziul a fost mutat la Negotin (unde a fost înființat prima dată) din motive politice, el a studiat și la Negotin și Kragujevac. În 1866 s-a înscris la Universitatea din Belgrad, unde a excelat la studii și în 1868 a primit o bursă de stat pentru a urma cursuri de specializare la Școala Politehnică din Zürich. Pašić a absolvit ca inginer, dar, în afară de scurtă participare la construirea căii ferate Viena-Budapesta, el nu a lucrat în acest domeniu.

## Partidul Radical

### Origini
O colonie de studenți sârbi trăia în Elveția, unde ei au făcut cunoștință cu ideile socialismului. Studenții vor forma mai târziu nucleul mișcării radicale și socialiste din Serbia. Unul dintre ei a fost Svetozar Marković, care va deveni primul mare ideolog socialist din Serbia. În timpul studiilor sale ls Zürich, Pašić s-a împrietenit cu Marković, dar și cu Pera Todorović, Pera Velimirović, Lazar Paču, Jovan Žujović, Mita Rakić și alții.
După ce s-a întors în Serbia, Pašić s-a distanțat de Marković, deși ei nu s-au certat niciodată, și a plecat în Bosnia pentru a sprijini revolta anti-otomană din Nevesinjska puška. Socialiștii au început să publice Samouprava, care a devenit mai târziu buletinul oficial al Partidului Radical. După moartea lui Marković în 1875, Pašić a devenit liderul mișcării și în 1878 a fost ales membru al Adunării Naționale a Serbiei, chiar înainte de constituirea partidului. În 1880, el a făcut un gest fără precedent pe scena politică a Serbiei prin formarea unui club al deputaților din opoziție. În cele din urmă, programul unui partid a fost finalizat în ianuarie 1881, Partidul Radical, primul partid sârb organizat în mod sistematic, a fost constituit oficial, iar Pašić a fost ales în unanimitate ca primul președinte al acestuia.

### Revolta din Timoc
Partidul Radical și Pašić au câștigat rapid popularitate; radicalii au obținut 54% din voturi la alegerile din septembrie 1883, în timp ce Partidul Progresist, favorizat de regele Milan Obrenović al IV-lea a obținut doar 30%. În ciuda victoriei clare a radicalilor, regele proaustriac, căruia i-a displăcut prorusul Pašić și Partidul Radical, l-a nominalizat pe bătrânul extremist Nikola Hristić pentru a forma un guvern. Hristić a deschis adunarea printr-un decret și apoi a citit un al doilea decret prin care dizolva adunarea.
Această atmosferă înfierbântată s-a înrăutățit prin decizia de confiscare a armelor de la populație, datorită constituirii unei armate naționale. Ca urmare, au izbucnit confruntări armate în estul Serbiei, pe valea râului Timoc. Regele Milan i-a învinovățit pe radicali pentru aceste revolte și a trimis trupe pentru a zdrobi rebeliunea. Pašić a fost condamnat la moarte în contumacie și abia a reușit să scape de arestare, fugind în Bulgaria. Alți douăzeci și unu au fost condamnați la moarte și executați, iar încă 734 au fost închiși.

### Exilul în Bulgaria
În următorii șase ani, Pašić a trăit împreună cu rudele sale în Bulgaria, fiind susținut financiar de guvernul bulgar. El a trăit la Sofia, unde a lucrat ca antreprenor în construcții și pentru o scurtă perioadă în Ministerul de Interne. El a încercat să se implice în politica Bulgariei. Potrivit surselor bulgare, el vorbea bulgara aproape fluent, dar o amesteca cu multe cuvinte și expresii sârbești, și se pretinde că i-ar fi întrebat pe prietenii lui Petko Karavelov care proveneau din Stara Planina despre caracteristile acestei regiuni bulgare, explicând că strămoșii lui ar fi migrat de acolo în Serbia cu câteva generații mai înainte. Evidențele bulgare diferă complet într-o chestiune importantă, implicarea activă în politică a lui Pašić în timpul exilului său la Sofia. Sprijinul oficial acordat de bulgari a devenit unul dintre motivele pentru care regele Milan a hotărât să declanșeze Războiul sârbo-bulgar in 1885. După ce a suferit o înfrângere decisivă, regele Milan a acordat o amnistie celor condamnați pentru participarea la revolta din Timoc, dar nu și lui Pašić, care a rămas în exil în Bulgaria până la abdicarea lui Milan în 1889. Câteva zile mai târziu, guvernul nou al lui Sava Grujić l-a grațiat pe Pašić.

## Politică la nivel înalt (1890-1903)

### Președinte al adunării și primar
La 13 octombrie 1889 Nikola Pašić a fost ales președinte al Adunării Naționale, o sarcină pe care o va îndeplini (deși de jure, nu de facto) până la 9 ianuarie 1892. De asemenea, a îndeplinit funcția de primar al Belgradului din 11 ianuarie 1890 până în 26 ianuarie 1891. În perioada cât a condus Adunarea Națională a fost votat cel mai mare număr de legi din istoria parlamentarismului sârb. În calitate de primar al Belgradului a fost responsabil cu pavarea străzilor noroioase ale orașului. El a fost reales de două ori ca președinte al Adunării Naționale, îndeplinind această funcție în perioadele 13 iunie 1893-aprilie 1895 (deși din septembrie 1893 doar cu numele; adjunctul său Dimitrije Katić i-a ținut locul) și 12 iulie 1897-29 iunie 1898, și încă o dată ca primar al Belgradului pentru perioada 22 ianuarie - 25 noiembrie 1897.

### Primul guvern
După ce nu a acceptat cu înțelepciune să ia conducerea guvernului, imediat după întoarcerea sa din exil, Nikola Pašić a devenit prim-ministru pentru prima dată în 23 februarie 1891. Cu toate acestea, fostul rege Milan a revenit în Serbia în mai 1890 și a început din nou o campanie împotriva lui Pašić și a radicalilor. În 16 iunie 1892, Kosta Protić, unul dintre cei trei regenți din timpul minoratului regelui Alexandru Obrenović al V-lea, a murit. Conform constituției, Adunarea Națională a trebuit să aleagă un nou regent, dar deoarece adunarea se afla într-o vacanță de câteva luni, Pašić a trebuit să convoace o sesiune de urgență. Jovan Ristić, cel mai puternic regent, temându-se că Pašić ar putea fi ales coregent și că i-ar submina, astfel, poziția, a refuzat să permită deschiderea sesiunii extraordinare, iar Pašić a demisionat din funcția de prim-ministru la 22 august 1892. În timpul mandatului său, el a fost, de asemenea, ministru de externe începând de la 2 aprilie 1892 și ministru interimar al finanțelor de la 3 noiembrie 1891.

### Lovitura de stat a regelui Alexandru
După ce regele Alexandru s-a declarat major înainte de vreme și a demis regența, l-a desemnat pe radicalul moderat Lazar Dokić pentru a forma un guvern. Deși a primit aprobarea unor membri ai Partidului Radical pentru a participa în guvern, Pašić a refuzat. În scopul de a-l exclude de pe scena politică din Serbia, Alexandru l-a trimis pe Pašić ca ministru extraordinar la Sankt Petersburg, Rusia, în perioada 1893-1894. În 1896 regele a reușit să-l forțeze pe Pašić să renunțe la planurile sale pentru aplicarea unor reforme constituționale. Cu toate acestea, încă din 1897, ambii regii, Milan și Alexandru, au condus aproape împreună; ambii îl detestau pe Pašić așa că l-au întemnițat timp de nouă luni în 1898, deoarece Samouprava a publicat o declarație despre opoziția sa anterioară față de regele Milan. Pašić a afirmat că a fost citat greșit, dar fără nici un efect.

### Încercarea de asasinat din ziua de Ivandan
Fostul pompier, Đura Knežević, care a fost condamnat la moarte, a încercat să-l asasineze pe fostul rege Milan în iunie 1899 (în sârbă: Ивандањски атентат). În aceeași seară, Milan a declarat că Partidul Radical a încercat să-l omoare, iar toți conducătorii Partidului Radical au fost arestați, inclusiv Pašić care tocmai fusese eliberat din închisoare după pedeapsa anterioară. Acuzațiile antiradicale ale lui Milan au fost nefondate și chiar Austro-Ungaria, principalul său aliat, a recunoscut că Partidul Radical nu a fost implicat, în ciuda insistenței lui Milano ca măcar Nikola Pašić și Kosta Taušanović să fie condamnați la moarte. Austro-Ungaria se temea că executarea pro-rusului Pašić ar obliga Rusia să intervină, abandonând acordul din 1897 de a lăsa Serbia într-o poziție de status-quo. Un emisar special a fost trimis de la Viena la Milan pentru a-l avertiza că Austria va boicota dinastia Obrenović dacă Pašić va fi executat. Reputatul istoric sârb Slobodan Jovanović a susținut mai târziu că asasinatul a fost organizat astfel încât Milan să scape de Partidul Radical.
Întemnițat și conștient de implicarea Austro-Ungariei, Pašić a mărturisit că Partidul Radical nu a fost loial dinastiei, ceea ce a salvat probabil mai mulți oameni de la închisoare. Ca parte a unui acord încheiat cu ministrul de interne Đorđe Genčić, guvernul a șters acuzele de implicare a sa din declarație, astfel încât să arate ca Pašić s-a comportat ca un laș și a cedat în fața presiunii polițienești. Pašić a fost condamnat la cinci ani de închisoare, dar a fost eliberat imediat. Acest lucru a provocat un conflict ulterior în cadrul Partidului Radical deoarece membrii mai tineri l-au considerat pe Pašić un laș și trădător și au părăsit partidul.
În restul perioadei de domnie a regelui Alexandru, Pašić s-a retras din politică. Deși tânărul monarh l-a detestat pe Pašić, l-a chemat de mai multe ori pentru consultări, dar omul politic s-a abținut să-i dea sfaturi și a insistat că el nu mai este implicat în politică.

## Epoca de aur a democrației (1903-1914)

### Asasinarea regelui
Nikola Pašić nu s-a aflat printre conspiratorii care au complotat să-l asasineze pe regele Alexandru. Asasinatul a avut loc pe 11 iunie 1903, iar atât regele și regina Draga Mašin, cât și primul ministru Dimitrije Cincar-Marković și ministrul apărării, Milovan Pavlović, au fost uciși. Partidul Radical nu a format primul guvern după lovitura de stat, dar după câștigarea alegerilor din 4 octombrie 1903 a rămas aproape neîntrerupt la putere pentru următorii 15 ani. Înțelept, Pašić nu a condus toate guvernele radicalilor, lăsându-i pe alți membri ai partidului său (sau, uneori, din afara lui) să fie prim-miniștri. La început, radicalii s-au opus la numirea noului rege Petru I Karađorđević, numind această numire ca fiind ilegală. Pašić s-a răzgândit mai târziu după ce a văzut cum oamenii l-au acceptat de bună voie pe noul monarh și cum regele Petru I, educat în Europa de Vest, a fost un conducător democrat, spre deosebire de ultimii doi suverani despotici și imprevizibili. După cum se va dovedi în următoarele două decenii, principalul conflict între rege și primul ministru l-a reprezentat refuzul lui Pašić de a crește refuzul de a crește alocația regală.
Nikola Pašić a devenit ministru de externe la 8 februarie 1904 în cabinetul lui Sava Grujić și a condus un guvern în perioada 10 decembrie 1904 - 28 mai 1905, continuând să fie și ministru de externe. În următorii 10 ani, sub conducerea lui Pašić și a Partidului Radical (mai ales a lui Lazar Paču, ministrul de finanțe), Serbia a devenit un stat atât de prosper încât mulți istorici numesc această perioadă epoca de aur modernă a Serbiei. Țara s-a transformat într-o democrație europeană cu o creștere economică și financiară, politice, iar influența sa politică a sporit, de asemenea, ceea ce a cauzat probleme constante cu cel mai mare vecin al Serbiei, Austro-Ungaria, care a elaborat planuri de a transforma Serbia într-una dintre provinciile sale (cancelarul german Otto von Bismarck declarase deja în 1879 că Serbia este o piedică în calea dezvoltării Austriei).

### Războiul vamal cu Austro-Ungaria
Deoarece provocările latente ale Austro-Ungariei la adresa Serbiei cu privire la sârbii care trăiau în Bosnia și Herțegovina, ce era oficial încă parte a Imperiului Otoman, dar fusese ocupată de Austro-Ungaria din anul 1878, și provocarea de probleme exportului sârbesc care se desfășura, în principal, prin Austria (deoarece Serbia nu avea ieșire la mare) nu a adus rezultate, Austro-Ungaria a inițiat un război vamal în 1906. Pašić a format un alt guvern, pe care l-a condus în perioada 30 aprilie 1906 - 20 iulie 1908. Presat de guvernul austriac care cerea Serbiei să cumpere aproape orice produs de la companiile austriece, de la sare la tunuri, el a răspuns guvernului austriac că el personal ar face asta, dar că adunarea se opune, iar asta este ceea ce contează în țările democratice. Austria și-a închis granițele ceea ce a cauzat o lovitură severă economiei sârbe, dar va face ca Serbia să devină mai târziu chiar mai dezvoltată decât a fost, deoarece Pašić s-a orientat către țările vest-europene. El i-a forțat pe conspiratorii la lovitura de stat din 1903 să se retragă, ceea ce a fost o condiție pentru restabilirea legăturilor diplomatice cu Marea Britanie, a cumpărat tunuri din Franța etc. În mijlocul războiului vamal, Austro-Ungaria a anexat oficial Bosnia și Herțegovina în 1908, ceea ce a provocat proteste în masă în Serbia și instabilitate politică, dar Pašić a reușit să calmeze situația. În această perioadă, aliatul major al lui Pašić, Rusia Imperială, nu i-a fost de prea mare ajutor deoarece fusese învins de Japonia în Războiul Ruso-Japonez și trecea printr-o serie de revoluții.

### Războaiele Balcanice

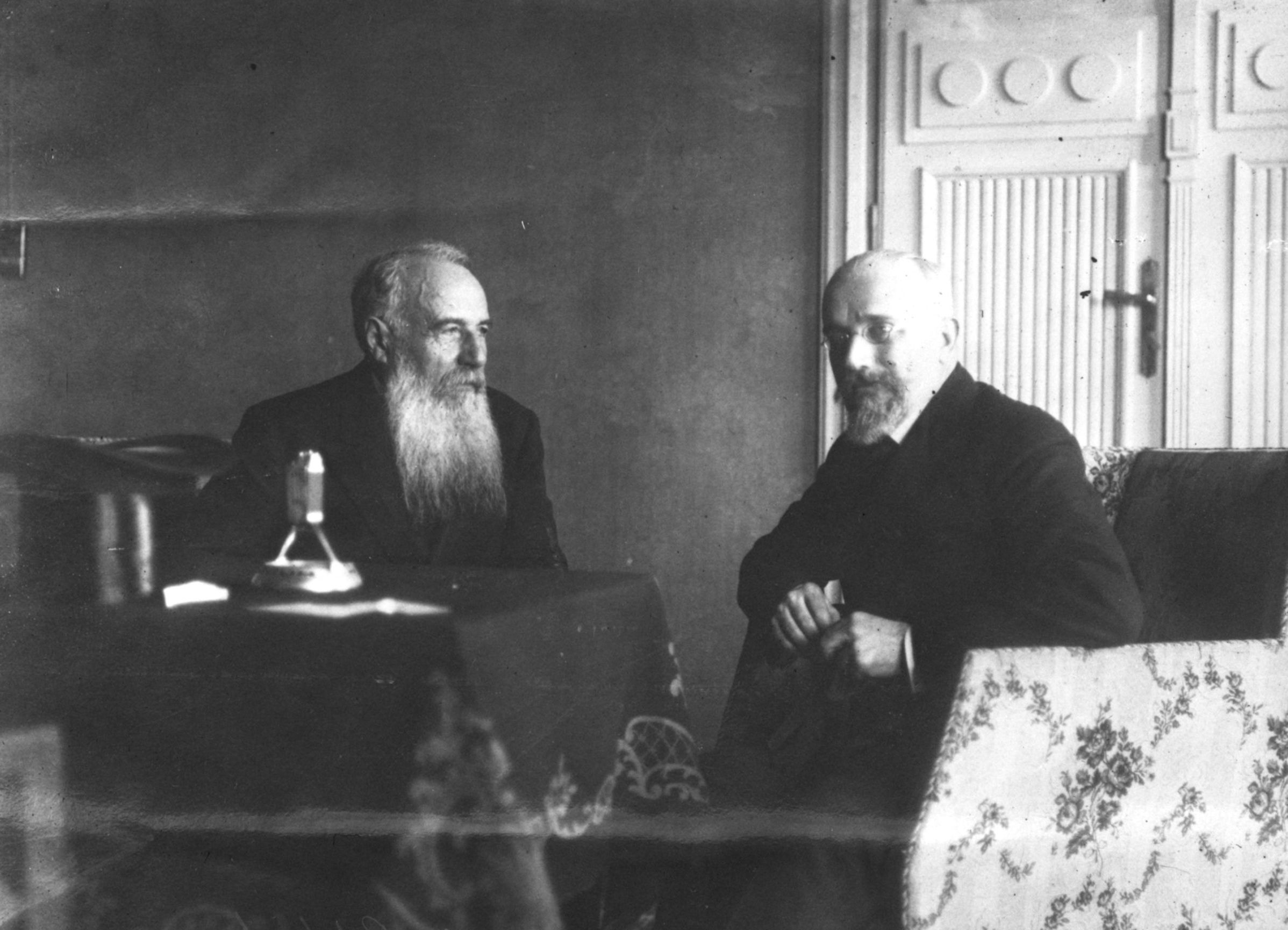
Pašić cu primul ministru grec Eleftherios Venizelos, în 1913

Pašić a format alte două guverne (24 octombrie 1909 - 4 iulie 1911 și de la 12 septembrie 1912). El a fost un susținător important al formării Ligii Balcanice, ceea ce a dus mai târziu la Primul Război Balcanic (1912-1913) și la cel de-al Doilea Război Balcanic (1913), care aproape au dublat suprafața Serbiei, prin înglobarea teritoriilor care erau considerate la acea vreme ca făcând parte din Serbia Veche (Kosovo, Metohia și Vardar Macedonia), pe care le-a recuperat de la turci după o ocupație de cinci secole.
El s-a confruntat cu unele structuri militare în ceea ce privește administrarea teritoriilor nou dobândite. Pašić credea că teritoriile noi trebuiau incluse în sistemul politic și administrativ al Serbiei, prin alegeri democratice, în timp ce armata a căutat să păstreze zonele recuperate sub ocupație militară. După un an de tensiuni, Pašić l-a demis pe administratorul militar al Serbiei Vechi și a programat noi alegeri pentru anul 1914, dar izbucnirea Primului Război Mondial a împiedicat punerea în practică a planului său.

### Izbucnirea Marelui Război
După Atentatul de la Sarajevo din 28 iunie 1914, când membrii sârb organizației revoluționare sârbe Tânăra Bosnie l-au asasinat pe moștenitorul aparent al tronului austro-ungar, arhiducele Franz Ferdinand, guvernul Austro-Ungariei a acuzat imediat guvernul sârb că a fost în spatele asasinării. Astăzi, consensul general este că guvernul sârb nu a organizat acel atentat, dar cât de mult  știa Pašić despre asta este încă o problemă controversată și se pare că fiecare istoric are propria opinie cu privire la acest subiect: Pašić nu știa nimic (Ćorović); Pašić știa că ceva este pe cale să se întâmple și a spus Rusiei că Austria va ataca Serbia înainte de asasinat (Dragnić); Pašić știa ca asasinii aveau legături cu conducerea serviciului de informații sârb, dar i-a fost frică să informeze Viena (Balfour).
Austria i-a prezentat Ultimatumul din iulie, formulat împreună cu ambasadorii germani într-un astfel de mod că nicio țară nu-l putea accepta. După ample consultări în țară și presiuni puternice din exterior pentru a-l accepta, Pašić i-a spus ambasadorului austriac Giesl (care își făcuse deja bagajele) că Serbia acceptă toate cererile din ultimatum cu excepția cererii ca poliția austriacă să călătorească independent prin Serbia și să-și realizeze propria sa investigație. Acest refuz a confirmat Austriei că guvernul sârb s-a aflat, cel puțin în mod indirect, prin intermediul organizației „Mâna Neagră”, în spatele asasinatului care a fost văzut astfel ca o declarație de război la adresa Austriei. Austro-Ungaria a răspuns în mod oficial la 28 iulie 1914 prin declararea stării de război cu Serbia, care putea conta acum pe sprijinul Rusiei în revendicarea Bosniei-Herțegovina. Primul Război Mondial a început.

## Primul Război Mondial și constituirea Iugoslaviei

### Gloria, înfrângerea și statul slavilor sudici

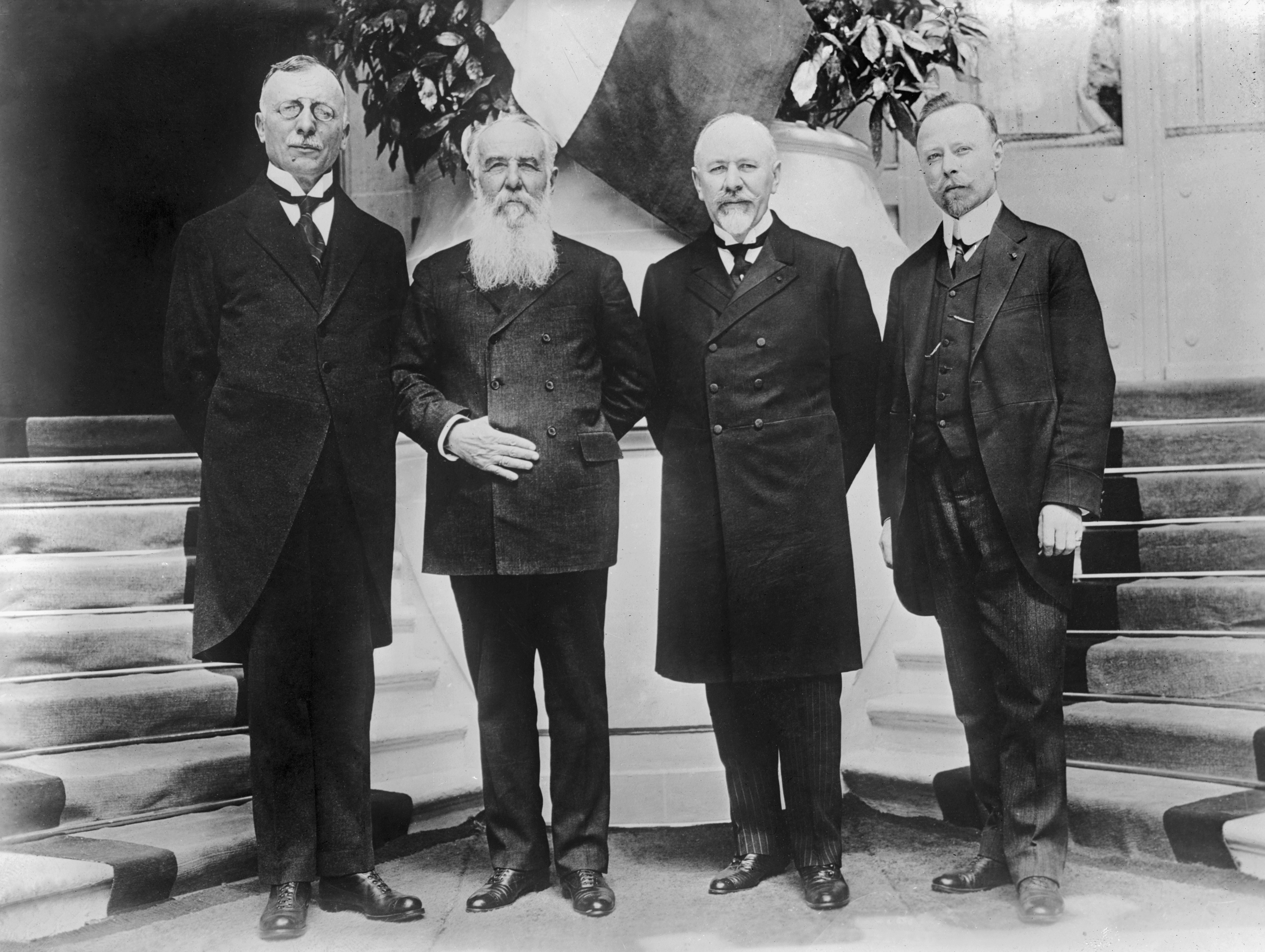
De la stânga la dreapta: A. Trumbić, Nikola Pašić, Milenko Vesnić și Ivan Žolger.

Înfrângerea Serbiei a fost considerată iminentă, cel puțin de analiștii politici externi, dat fiind puterea militară a Austro-Ungariei. Serbia se pregătise însă bine din punct de vedere militar, cu toate acestea, și după o serie de lupte desfășurate în perioada 1914-1915 (Bătălia de la Țer, Bătălia de la Kolubara), ocuparea și eliberarea Belgradului, și o contra-ofensivă sârbă soldată cu ocuparea unor teritorii austriece (în Srem și în estul Bosniei), Armata Austriacă s-a retras. Situația s-a schimbat la 5 iulie 1914, atunci când bătrânul rege Petru I a renunțat la îndatoriri în favoarea moștenitorului său, Alexandru, făcându-l regentul său.
La 17 septembrie 1914 Pašić și conducătorul albanez Essad Pașa Toptani au semnat la Niș un tratat secret de alianță sârbo-albaneză. Tratatul a avut 15 puncte, care s-a axat pe înființarea unor instituții politice și militare sârbo-albaneze comune și pe o alianță militară între Albania și Regatul Serbiei. De asemenea, tratatul avea în vedere construirea unei căi de comunicație feroviară și rutieră către Durrës, un sprijin financiar și militar acordat de Regatul Serbiei pozițiilor albaneze ale lui Essad Pașa și trasarea unei linii de demarcație de către o comisie specială sârbo-albaneză. În octombrie 1914 Essad Pașa s-a întors în Albania. Cu sprijin financiar italian și sârbesc, el a organizat o armată la Dibër și a eliberat interiorul Albaniei și orașul Durres. Pašić a ordonat ca ostașii săi să fie ajutați cu bani și cu arme.
Spre deosebire de Petru, Alexandru nu a fost un conducător democratic, ci mai degrabă unul dictatorial și îl detesta pe Pašić, precum și toate discuțiile sale despre democrație. Conflictul între cei doi a început foarte curând, atunci când Serbiei i-a fost propus Tratatul de la Londra prin care urma să se extindă către teritoriile etnicilor sârbi de la vest, inclusiv o porțiune de pe coasta Adriaticii și unele teritorii populate de etnici albanezi din nordul Albaniei. În schimb, Serbia trebuia să renunțe la o parte din Vardarul Macedonean în favoarea Bulgariei, astfel încât aceasta din urmă să intre în război de partea Antantei. Pašić și regentul Alexandru au fost amândoi împotriva acestui tratat, deoarece au considerat că ar fi o trădare a sacrificiilor făcute de croați, de sloveni și de sârbi în Războaiele Balcanice, iar negocierile pentru un viitor stat al slavilor sudici începuseră deja. Cu toate acestea, Pašić și regele Petru nu au susținut prea mult ideea iugoslavă spre deosebire de regent care a cerut crearea unui stat cât mai mare posibil. Serbia a refuzat pactul și a fost atacată de Austro-Ungaria, Germania și Bulgaria. Guvernul și armata s-au retras spre sud în direcția Greciei, dar au fost atacate de bulgari și au trebuit să treacă prin Albania către insula grecească Corfu, unde s-a semnat în 1917 Declarația de la Corfu ce a pregătit terenul viitorul stat al slavilor sudici Iugoslavia.

### Crearea Regatului Sârbilor, Croaților și Slovenilor
Regatul Sârbilor, Croaților și Slovenilor (SHS) a fost proclamat oficial pe 1 decembrie 1918 și, fiind prim-ministru al Serbiei la acel moment, Pašić a fost în general considerat de facto prim-ministru al noului stat al slavilor sudici. Acordul politic a fost că Pašić va continua să fie prim-ministru până când va fi format primul guvern al noului stat, dar, ca urmare a îndelungatelor relații tensionate pe care le avea cu Pašić, regentul Alexandru l-a nominalizat pe Stojan Protić pentru a forma guvernul. În consecință, Pašić a demisionat la 20 decembrie 1918.
În ciuda faptului că a fost înlăturat din guvern, Nikola Pašić era cel mai experimentat politician iugoslav și a fost principalul negociator al noului stat la Conferința de Pace de la Paris din 1919. Într-un efort de a asigura realizarea pretențiilor maximaliste ale regentului, el nu a pus în discuție solicitarea Coridorului Ceh, a Timișoara și a Seghedinului, a reușit să securizeze frontierele cu Albania și Bulgaria, dar nu a reușit să anexeze orașul Fiume (care a devenit un stat independent) și cea mai mare parte a teritoriului Carintiei (care a rămas parte a Austriei). În momentul când Benito Mussolini a fost dispus să modifice Tratatul de la Rapallo din 1920, care separa un sfert din teritoriul etnic sloven de restul de trei sferturi al teritoriului slovenilor care făcea parte din Regatul Sârbilor, Croaților și Slovenilor, cu scopul de a anexa statul independent Fiume la Italia, încercările lui Pašić de a corecta frontierele de la Postojna și Idrija au fost subminate tot de regentul Alexandru care a preferat să aibă „relații bune” cu Italia.
Partidul Radical s-a plasat pe locul al doilea în alegerile organizate la 28 noiembrie 1920, având doar un loc de deputat mai puțin decât Partidul Democrat Iugoslav (obținând 91 și, respectiv, 92 din cele 419 locuri). Cu toate acestea, Pašić a reușit să formeze o coaliție și a devenit din nou prim-ministru la 1 ianuarie 1921.

### Constituția de Vidovdan
De îndată ce au început discuțiile cu privire la constituția noului stat, s-au conturat două opinii diametral opuse, una sârbă și alta croată. Pašić și regentul Alexandru au dorit un stat unitar, dar din motive diferite. Pašić considera că sârbii ar putea fi în minoritate într-un astfel de stat și că o entitate neconsolidată și eterogenă s-ar putea destrăma dacă ar fi federalizată, în timp ce regentul pur și simplu nu dorea să împartă puterea cu alții, așa cum a dovedit opt ani mai târziu, când a realizat o lovitură de stat. Stjepan Radić, un lider politic croat care nu și-a ascuns opinia că statul sârbo-croat este doar o soluție temporară pentru obținerea independenței depline a Croației, a cerut să fie formată o republică federală. Cum Pašić deținea majoritatea în Adunarea Națională, o nouă constituție a fost adoptată de Vidovdan (ziua Sf. Vitus), 28 iunie 1921, prin care s-a organizat Regatul Sârbilor, Croaților și Slovenilor ca o monarhie parlamentară (deși foarte unitară) și s-au desființat guvernele provinciale, adică resturile firave de autonomie pe care le mai aveau Slovenia, Croația, Dalmația, Muntenegru, Bosnia și Herțegovina și Voivodina.

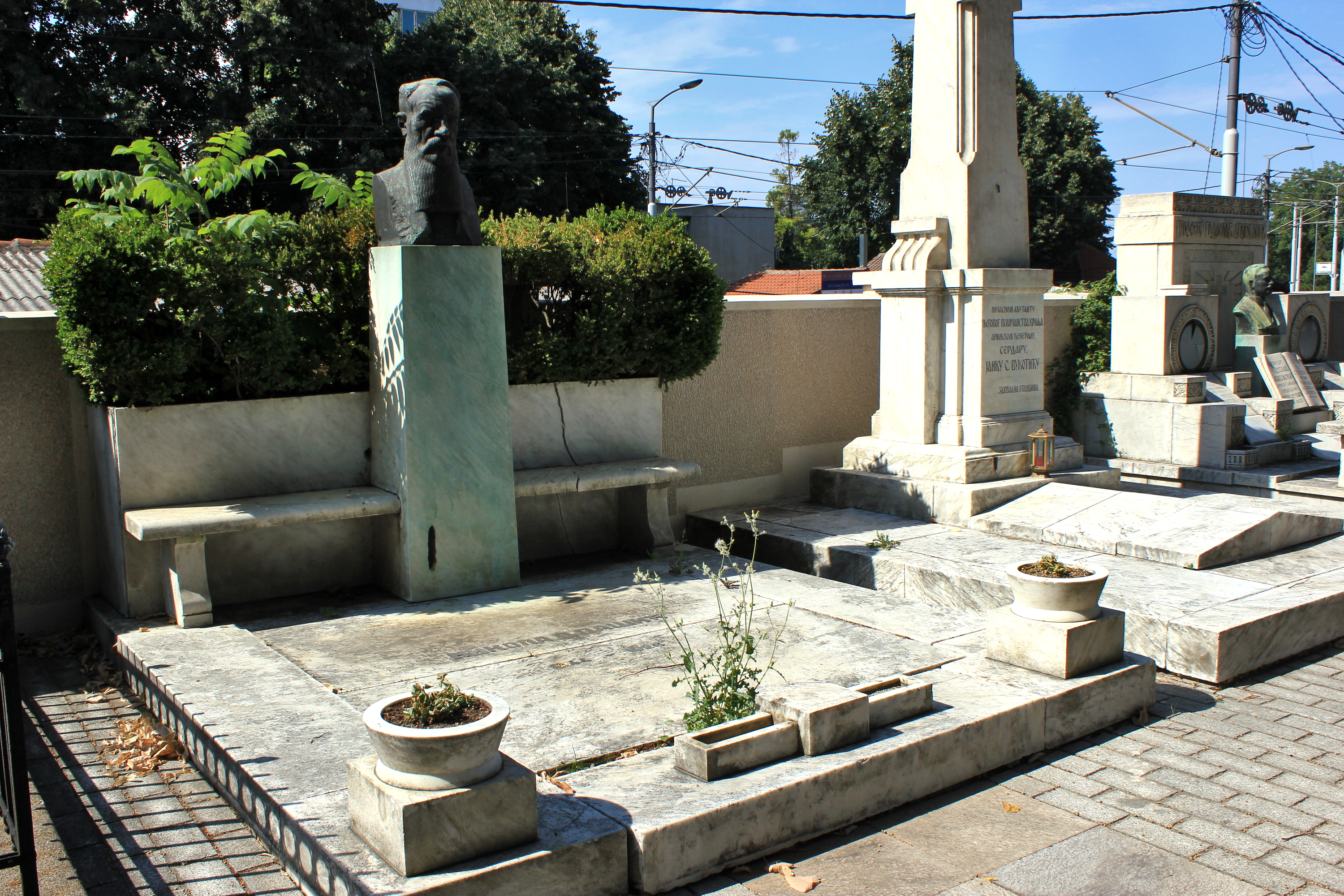
Mormântul lui Pašić de la Belgrad

La începutul anilor 1920, guvernul iugoslav al primului ministru Pašić s-a folosit de forțele polițienești pentru a pune presiune asupra alegătorilor și minorităților etnice, confiscând pamfletele opoziției și luând alte măsuri de fraudare a alegerilor pentru a menține opoziția, formată în principal din autonomiști croați, în minoritate în Parlamentul Iugoslav.
Pašić a rămas prim-ministru până la 8 aprilie 1926, cu o scurtă pauză de la 27 iulie la 6 noiembrie 1924, când guvernul a fost condus de Ljuba Davidović. După ce a renunțat temporar la postul său în favoarea colegului de partid Nikola Uzunović, regele Alexandru a refuzat să-l repună în drepturi pe Pašić, folosind ca pretext scandalurile produse de Rade, fiul lui Pašić. În ziua următoare, pe 10 decembrie 1926, Nikola Pašić a suferit un atac de cord și a murit la Belgrad. El a fost înmormântat în cimitirul Novo Groblje din Belgrad.

## Critică
Pašić a fost criticat puternic de comuniști pentru că i-a împiedicat să participe la viața politică după alegerile din 1920 și seria de atacuri teroriste realizate de comuniști împotriva funcționarilor guvernamentali și a interzis Partidul Comunist, pe care l-a proclamat oficial organizație criminală la 21 august 1921.
La începutul anilor 1920, el a fost acuzat de folosirea poliției pentru a face presiuni asupra alegătorilor și minorităților etnice, de confiscarea pamfletelor opoziției și de alte măsuri de fraudare a alegerilor pentru a rămâne la putere, menținând opoziția, și în special pe separatistul Stjepan Radić, în minoritate în Parlamentul Iugoslav.
După 1945, el a fost condamnat de către noile autorități comuniste și etichetat ca un lider al marii hegemonii sârbe, în timp ce realizările sale în construirea Serbiei moderne au fost complet ignorate. Aceeași retorică este încă folosită de criticii croați. Pašić este atacat puternic din cauza rolului său în formarea Regatului Iugoslaviei și a opiniei sale că sârbii, în calitate de etnici majoritari ai statului, ar trebui să aibă întotdeauna funcții de conducere (cu excepția slovenului Anton Korošec în anii 1928-1929, toți prim-miniștrii din perioada 1918-1941 au fost sârbi). Fiind împotriva statului federal al slavilor sudici încă de la început, el a fost acuzat că a susținut formarea Serbiei Mari în care puterea să fie concentrată la Belgrad. Teoreticianul comunist croat Otokar Keršovani a inventat o expresie cu privire la Pašić: numele lui va rămâne în istorie mai mult pentru că el este legat de evenimente istorice, mai degrabă decât că evenimentele istorice ar fi legate de numele lui, care a fost utilizată pe scară largă și citată în timpul regimului comunist din 1945 până în 1991.
El a fost criticat și de sârbi. Fostul său coleg de partid Pera Todorović a scris că Pašić a fost neîndemânatic și nehotărât. Istoricul Vladimir Ćorović a afirmat deschis că Pašić nu a avut o fărâmă de curaj, în timp ce criminologul germano-elvețian Archibald Reiss i-a criticat slăbiciunea față de fiul său, Rade.

## Viața privată

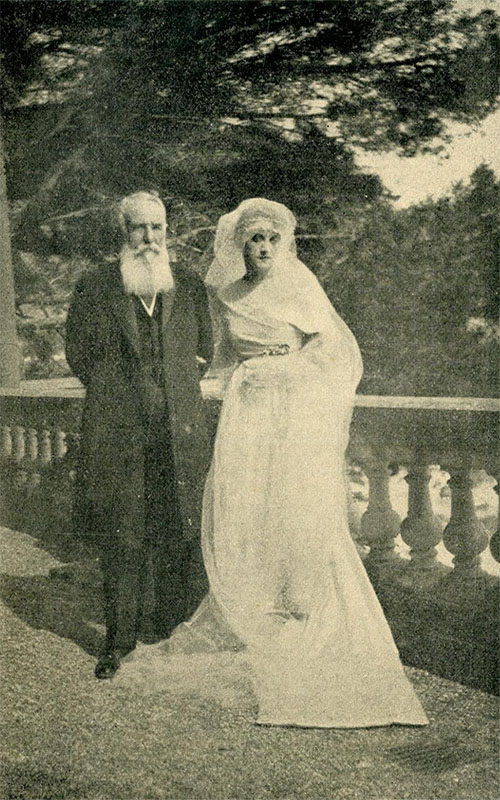
Nikola Pašić și fiica sa, Pava.

Nikola Pašić s-a căsătorit cu Đurđina Duković, fiica unui bogat comerciant de grâne sârb din Trieste, Italia. Nunta lor a avut loc în biserica rusă din Florența din dorința de a evita sosirea numeroasei colonii sârbești din Trieste și a avut trei copii: fiul Radomir-Rade și fiicele Dara și Pava.
Rade, un playboy și protagonist al mai multor scandaluri de corupție, a fost o rușine permanentă pentru Pašić. El a avut doi fii, Vladislav, arhitect (a murit în 1980 la Geneva, Elveția) și Nikola II (1918-2015), absolvent de drept la Oxford care a locuit la Toronto, Canada, unde a fondat o Academie Națională Sârbă.
Pašić a fost învinuit de multe ori că s-a căsătorit pentru în bani; atunci când a murit, Archibald Reiss a scris despre el: „Uite, fiul câmpiei și al unor țăranilor săraci a lăsat una dintre cele mai mari averi din țară... veți spune că soția i-a adus o zestre frumoasă. Dar ce este această zestre în comparație cu ceea ce a lăsat el când a murit? O firimitură și nimic mai mult”.

## Moștenire

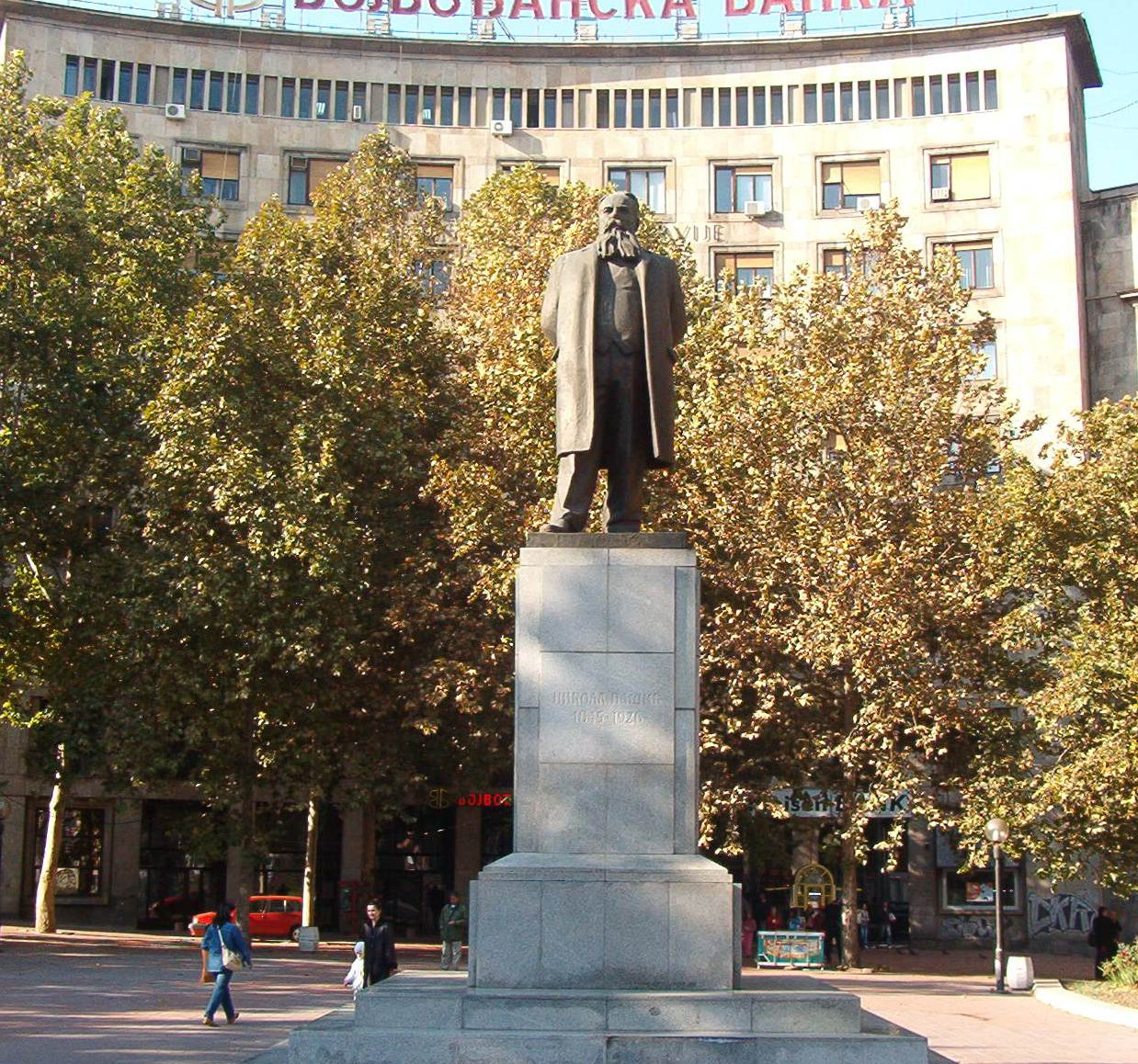
Monumentul lui Nikola Pašić, Piața Nikola Pašić, Belgrad

Una dintre piețele centrale din Belgrad este numită după el, Piața Nikola Pašić (în sârbă: Трг Николе Пашића/Trg Nikole Pašića). În timpul regimului comunist, piața a fost numită după Karl Marx și Friedrich Engels. Statuia din bronz, înaltă de 4,2 metri, a lui Pašić se află în piață, orientată către clădirea adunării. El a fost inclus în lista celor mai importanți 100 de sârbi.

## În cultura populară
- În miniserialul TV din 1995 intitulat Sfârșitul dinastiei Obrenović, Nikola Pašić a fost portretizat de actorul Petar Kralj.[20]
- Ultima audiență, un miniserial de televiziune inspirat de biografia lui Nikola Pašić și regizat de George Kadijevich, a fost produs în anul 2008 de către serviciul de radiodifuziune sârb RTS.[21][22]